# Claude-Marie Guyon
Pour les articles homonymes, voir Guyon.
Claude-Marie Guyon, né le 13 décembre 1699 à Lons-le-Saunier et mort en 1771 à Paris, est un historien français.

## Biographie
Guyon embrassa l’état ecclésiastique et entra dans la congrégation de l'Oratoire, mais il en sortit au bout de quelques années et, s’étant fixé à Paris, y devint l’un des collaborateurs de l’abbé Desfontaines, qui, en reconnaissance, retoucha le style de quelques-uns de ses écrits.
Il publia ensuite plusieurs ouvrages, écrits d’une manière moins brillante que solide, et qui lui ont fait la réputation d’un homme instruit et laborieux. Son zèle pour la défense de la religion l’exposa aux sarcasmes de Voltaire, et lui mérita une pension du clergé.
On a de lui:
- La Continuation de l’histoire romaine, par Laurent Échard, depuis Constantin jusqu’à In prise de Constantinople, Paris, 1756 et années suivantes, 10 vol. in-12.Le style en est peu agréable ; on assure cependant que les derniers volumes furent retouchés par Desfontaines. Il lui fut reproché de s’être écarté de la précision de son modèle, en multipliant les détails qui ralentissent la marche des événements et détruisent l’intérêt.
- Histoire des empires et des républiques, depuis le déluge jusqu’à Jésus-Christ, Paris, 1736,12 vol. in-12 ; traduite en anglais avec des corrections, 1737 et années suivantes.Ouvrage jugé très-inférieur à l’histoire ancienne de Rollin, mais son histoire est exacte, et les faits y sont appuyés de preuves. Le reproche que Guyon y fait à Tite-Live de s’être montré partial à l’égard du roi Persée, lui attira une querelle assez vive avec Crevier dont on trouve les pièces dans les Observations sur les écrits modernes, t. 53.
- Histoire des Amazones anciennes et modernes, Paris, 1740, 2 vol. in-12, Bruxelles, 1741, in-8° (lire vol. 1 & vol. 2 sur Gallica); traduite en allemand par Johann Georg Krünitz, Berlin, 1763, in-8°.Cette histoire offre de l’érudition et des recherches ; mais l’auteur avait beaucoup puisé dans les ouvrages de Geropius et de Petit, qui avaient traité le même sujet en latin.
- Histoire des Indes, Paris, 1744, 3 vol. in-12, traduite en allemand par Rudolphe, Copenhague, 1749.Il la rédigea sur des mémoires peu exacts, et qui, d’ailleurs, lui avaient été fournis par des personnes intéressées à ce que la vérité ne fut pas connue. Les erreurs et les méprises dans lesquelles il était tombé au sujet des établissements français, furent relevées par Cossigni, alors ingénieur en chef à Besançon, dans une Lettre sur l’Histoire des Indes, supplément curieux et essentiel à cette histoire, Genève, 1744, in-12. L’abbé Guyon cherchant vainement à se justifier, Cossigni le réduisit au silence par une Réplique à la réponse injurieuse de l’historien des Indes, Francfort, 1744, in-12. Ces trois pièces sont devenues rares.
- Essai critique sur l’établissement et la translation de l’empire d’Occident en Allemagne, avec les causes singulières qui l’ont fait perdre aux Français, Paris, 1753, in-8° (lire sur Google Livres).
- L’Oracle des nouveaux philosophes, Berne, 1759 (lire sur Gallica), suite 1760 (lire sur Google livres), 2 parties, in-8°.Cet ouvrage, dans lequel Voltaire est signalé comme l’oracle de la nouvelle secte qui s’essayait alors à saper les fondements de toute croyance religieuse, excita vivement la colère du patriarche de Ferney.
- Bibliothèque ecclésiastique, par forme d’instructions dogmatiques et morales sur la religion, Paris, 1771-1772, 8 vol. in-12 ; traduite en allemand, Augsbourg, 1785, in-8°.C’est une espèce de compilation qui ne méritait aucun succès.

Goujet attribue encore à l’abbé Guyon l’Apologie des jésuites convaincus d’attentat contre les lois divines et humaines, 1763, 3 parties in-12 ; mais Barbier, dans le Dictionnaire des Anonymes, no 314, en indique comme l’auteur, D. Mongenot, bénédictin de la congrégation de St-Vannes.
L’abbé Guyon promettait une Histoire de l’idolâtrie, restée inédite.

## Source
- Joseph-François Michaud, Louis-Gabriel Michaud, Biographie universelle, Paris, C. Desplaces, t. 2, 1833, p. 287-288